# Pycnandra glabella
Pycnandra glabella är en tvåhjärtbladig växtart som beskrevs av Swenson och Jérôme Munzinger. Pycnandra glabella ingår i släktet Pycnandra och familjen Sapotaceae. Inga underarter finns listade i Catalogue of Life.